# 拉鲁·次旺多吉

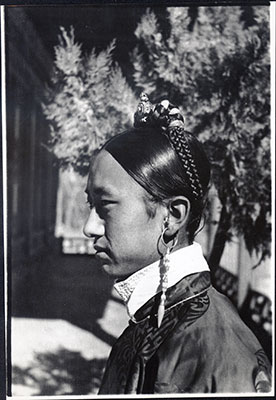
拉鲁·次旺多吉（摄于1937年）

拉鲁·次旺多吉（藏語：ལྷ་ཀླུ་ཚེ་དབང་རྡོ་རྗེ་，威利转写：lha klu tshe dbang rdo rje，THL：Lhalu Tsewang Dorje，藏语拼音：Lhalu Cêwang Dojê，1914年1月—2011年9月15日），西藏政治家。

## 生平
他的生父是西藏噶厦官员龙厦·多吉次杰（1881-1940年）。拉鲁·次旺多吉继承了当时西藏最富有的家族——尧西·拉鲁家族的地位和财产。曾任藏军如本，色朗巴、宗本、噶谆、孜本等职，1946年至1952年任噶伦。1947年热振事变中奉命拘捕前任攝政热振活佛。1947年起兼任朵麦基巧（昌都总管），他在朵麦基巧任內積極加強防務，于1950年任满由增额噶伦阿沛·阿旺晋美接任。阿沛·阿旺晋美接任後認為無法抵擋解放軍，在昌都战役後投降。1955年，他作为西藏青年参观团团长率50多名西藏代表到北京参加国庆大典，受到毛泽东等中央领导人接见，並到内地省区参观。1957年被噶厦任命为粮食总管。
1959年藏区骚乱后，拉鲁·次旺多吉被指控为“叛军总司令”而入狱服刑，1965年8月获得特赦后，他成了一个农民，1977年文革结束后，被摘除叛乱分子帽子，当选西藏自治区政协常委。1980年，他成为全国政协委员，1983年4月起，他又连续当选西藏自治区政协副主席。
2011年9月15日在拉萨逝世，享年98岁。